# Linyphiidae
Famille
Synonymes
- Micryphantidae Bertkau, 1878
- Sinopimoidae Li & Wunderlich, 2008

Les Linyphiidae sont une famille d'araignées aranéomorphes.

## Distribution

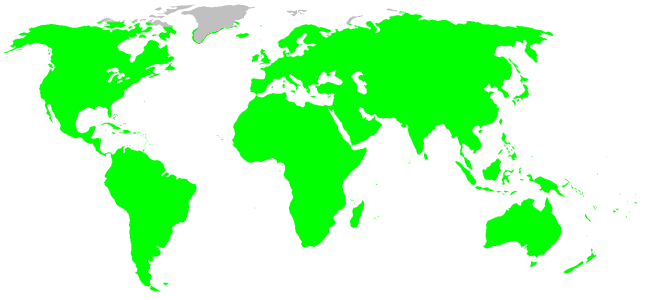
Distribution

Les espèces de cette famille se rencontrent sur tous les continents sauf l'Antarctique.

## Description

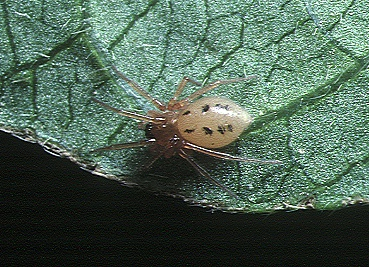
Callitrichia formosana

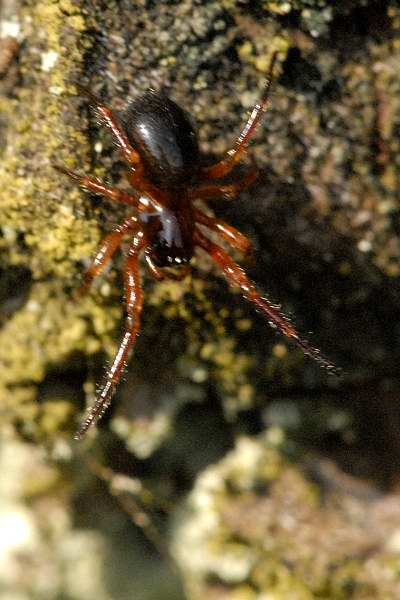
Centromerus sylvaticus

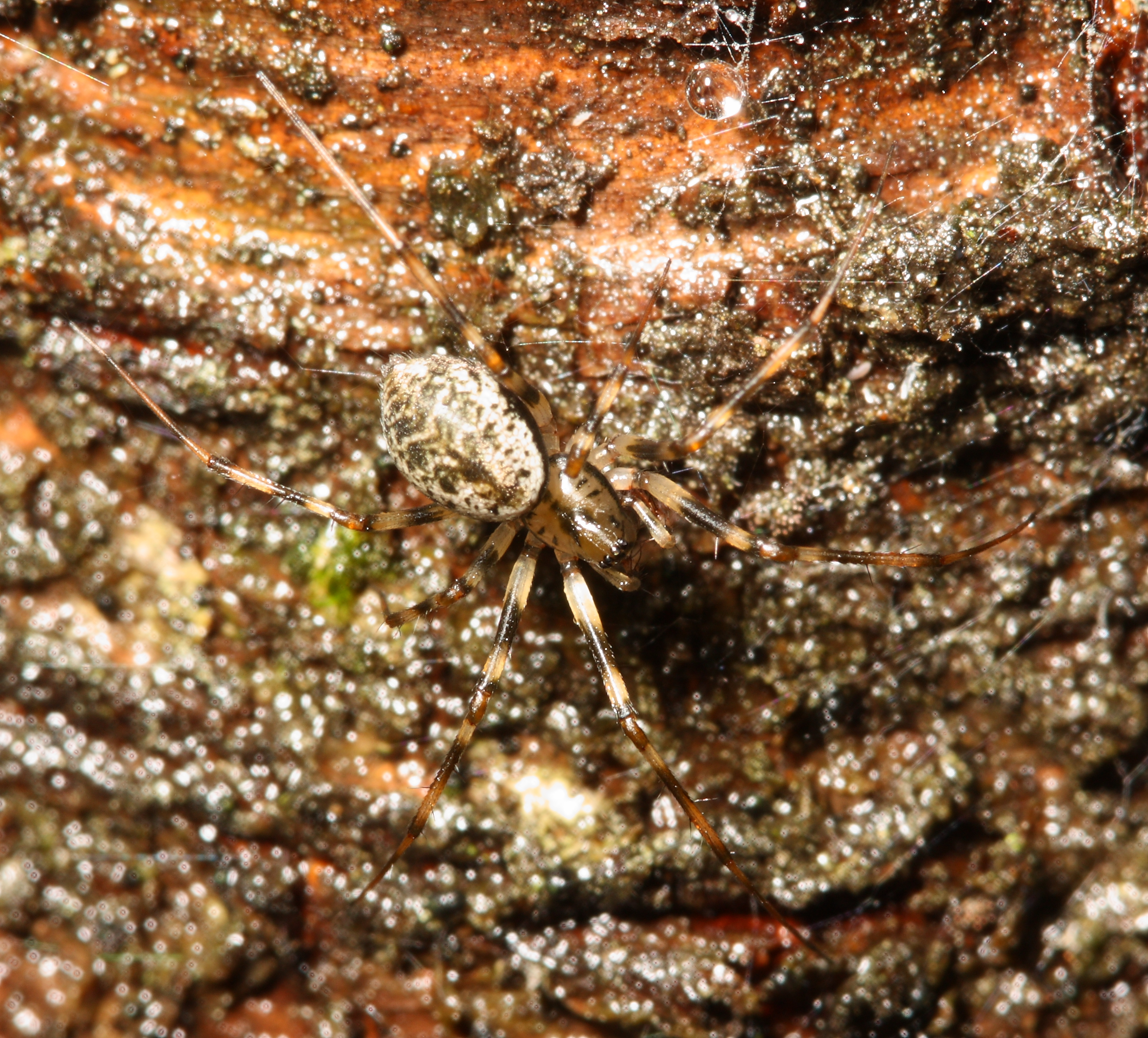
Drapetisca alteranda

Les Linyphiidae sont des araignées de très petite taille. La famille est beaucoup plus diversifiée dans les régions froides. Ses membres tissent des toiles en nappe, sans retraite, éventuellement surmontée d'un réseau enchevêtré sous lequel se tient l'araignée en position renversée. Elles se déplacent souvent par ballooning. Les plus grandes espèces sont habituellement dotées de dessin abdominaux.
La famille reste relativement mal connue; de nouvelles espèces sont décrites régulièrement. Parmi les genres les plus connus, on peut noter Florinda, Frontinella, Neriene, Lepthyphantes, Erigone, Mermessus, Bathyphantes, Troglohyphantes, Tennesseellum ou Walckenaeria.

## Paléontologie
Cette famille est connue depuis le Crétacé.

## Liste des genres
Selon World Spider Catalog (version 26, 30/06/2025) :
- Abacoproeces Simon, 1884
- Aberdaria Holm, 1962
- Abiskoa Saaristo & Tanasevitch, 2000
- Absconditus Irfan, Zhang & Peng, 2022
- Acanoides Sun, Marusik & Tu, 2014
- Acanthoneta Eskov & Marusik, 1992
- Acartauchenius Simon, 1884
- Acorigone Wunderlich, 2008
- Acroterius Irfan, Bashir & Peng, 2021
- Adelonetria Millidge, 1991
- Afribactrus Wunderlich, 1995
- Afromynoglenes Merrett & Russell-Smith, 1996
- Afroneta Holm, 1968
- Afrophantes Tanasevitch, 2025
- Afrotrichona Tanasevitch, 2020
- Agnyphantes Hull, 1933
- Agyneta Hull, 1911
- Agyphantes Saaristo & Marusik, 2004
- Ainerigone Eskov, 1993
- Alioranus Simon, 1926
- Allomengea Strand, 1912
- Allotiso Tanasevitch, 1990
- Amfractus Irfan, Zhang & Peng, 2022
- Anacornia Chamberlin & Ivie, 1933
- Anguliphantes Saaristo & Tanasevitch, 1996
- Anibontes Chamberlin, 1924
- Annapolis Millidge, 1984
- Anodoration Millidge, 1991
- Anthrobia Tellkampf, 1844
- Antrohyphantes Dumitrescu, 1971
- Aperturina Tanasevitch, 2014
- Aphileta Hull, 1920
- Apobrata Miller, 2004
- Aprifrontalia Oi, 1960
- Arachosinella Denis, 1958
- Araeoncus Simon, 1884
- Archaraeoncus Tanasevitch, 1987
- Arcterigone Eskov & Marusik, 1994
- Arcuphantes Chamberlin & Ivie, 1943
- Ascetophantes Tanasevitch & Saaristo, 2006
- Asemostera Simon, 1898
- Asiafroneta Tanasevitch, 2020
- Asiagone Tanasevitch, 2014
- Asiceratinops Eskov, 1992
- Asiophantes Eskov, 1993
- Asperthorax Oi, 1960
- Asthenargellus Caporiacco, 1949
- Asthenargoides Eskov, 1993
- Asthenargus Simon & Fage, 1922
- Atypena Simon, 1894
- Auriculaiana Irfan, Zhang & Peng, 2023
- Australolinyphia Wunderlich, 1976
- Australophantes Tanasevitch, 2012
- Bactrogyna Millidge, 1991
- Baryphyma Simon, 1884
- Baryphymula Eskov, 1992
- Bathylinyphia Eskov, 1992
- Bathyphantes Menge, 1866
- Batueta Locket, 1982
- Bifurcia Saaristo, Tu & Li, 2006
- Birgerius Saaristo, 1973
- Bisetifer Tanasevitch, 1987
- Bishopiana Eskov, 1988
- Blestia Millidge, 1993
- Bolephthyphantes Strand, 1901
- Bolyphantes C. L. Koch, 1837
- Bordea Bosmans, 1995
- Boreomaro Tanasevitch, 2022
- Brachycerasphora Denis, 1962
- Bureyanus Tanasevitch, 2023
- Bursellia Holm, 1962
- Caenonetria Millidge & Russell-Smith, 1992
- Callitrichia Fage, 1936
- Callosa Zhao & Li, 2017
- Camafroneta Frick & Scharff, 2018
- Cameroneta Bosmans & Jocqué, 1983
- Canariellanum Wunderlich, 1987
- Canariphantes Wunderlich, 1992
- Capsulia Saaristo, Tu & Li, 2006
- Caracladus Simon, 1884
- Carorita Duffey & Merrett, 1963
- Cassafroneta Blest, 1979
- Catacercus Millidge, 1985
- Catonetria Millidge & Ashmole, 1994
- Caucasopisthes Tanasevitch, 1990
- Cautinella Millidge, 1985
- Caviphantes Oi, 1960
- Centromerita Dahl, 1912
- Centromerus Dahl, 1886
- Centrophantes Miller & Polenec, 1975
- Ceraticelus Simon, 1884
- Ceratinella Emerton, 1882
- Ceratinops Banks, 1905
- Ceratinopsidis Bishop & Crosby, 1930
- Ceratinopsis Emerton, 1882
- Ceratocyba Holm, 1962
- Cheniseo Bishop & Crosby, 1935
- Chenisides Denis, 1962
- Cherserigone Denis, 1954
- Chiangmaia Millidge, 1995
- Chthiononetes Millidge, 1993
- Cinetata Wunderlich, 1995
- Cirrosus Zhao & Li, 2014
- Claviphantes Tanasevitch & Saaristo, 2006
- Cnephalocotes Simon, 1884
- Collinsia O. Pickard-Cambridge, 1913
- Coloncus Chamberlin, 1949
- Comorella Jocqué, 1985
- Concavocephalus Eskov, 1989
- Conglin Zhao & Li, 2014
- Connithorax Eskov, 1993
- Coreorgonal Bishop & Crosby, 1935
- Cornicephalus Saaristo & Wunderlich, 1995
- Cornitibia Lin, Lopardo & Uhl, 2022
- Cresmatoneta Simon, 1929
- Crispiphantes Tanasevitch, 1992
- Cristatus Irfan, Zhang & Peng, 2022
- Crosbyarachne Charitonov, 1937
- Crosbylonia Eskov, 1988
- Cryptolinyphia Millidge, 1991
- Ctenophysis Millidge, 1985
- Curtimeticus Zhao & Li, 2014
- Cyphonetria Millidge, 1995
- Dactylopisthes Simon, 1884
- Dactylopisthoides Eskov, 1990
- Decipiphantes Saaristo & Tanasevitch, 1996
- Deelemania Jocqué & Bosmans, 1983
- Dendronetria Millidge & Russell-Smith, 1992
- Denisiphantes Tu, Li & Rollard, 2005
- Diastanillus Simon, 1926
- Dicornua Oi, 1960
- Dicristatus Irfan, Wang & Zhang, 2023
- Dicymbium Menge, 1868
- Didectoprocnemis Denis, 1950
- Diechomma Millidge, 1991
- Diplocentria Hull, 1911
- Diplocephaloides Oi, 1960
- Diplocephalus Bertkau, 1883
- Diploplecta Millidge, 1988
- Diplostyla Emerton, 1882
- Diplothyron Millidge, 1991
- Disembolus Chamberlin & Ivie, 1933
- Dismodicus Simon, 1884
- Doenitzius Oi, 1960
- Dolabritor Millidge, 1991
- Donacochara Simon, 1884
- Drapetisca Menge, 1866
- Drepanotylus Holm, 1945
- Dresconella Denis, 1950
- Dubiaranea Mello-Leitão, 1943
- Dumoga Millidge & Russell-Smith, 1992
- Dunedinia Millidge, 1988
- Eborilaira Eskov, 1989
- Eldonnia Tanasevitch, 2008
- Emenista Simon, 1894
- Emertongone Lin, Lopardo & Uhl, 2022
- Enguterothrix Denis, 1962
- Entelecara Simon, 1884
- Eordea Simon, 1899
- Epibellowia Tanasevitch, 1996
- Epiceraticelus Crosby & Bishop, 1931
- Epigyphantes Saaristo & Tanasevitch, 2004
- Epigytholus Tanasevitch, 1996
- Episolder Tanasevitch, 1996
- Epiwubana Millidge, 1991
- Eridantes Crosby & Bishop, 1933
- Erigokhabarum Tanasevitch, 2022
- Erigomicronus Tanasevitch, 2018
- Erigone Audouin, 1826
- Erigonella Dahl, 1901
- Erigonoploides Eskov, 1989
- Erigonoplus Simon, 1884
- Erigonops Scharff, 1990
- Erigophantes Wunderlich, 1995
- Eskovia Marusik & Saaristo, 1999
- Eskovina Kocak & Kemal, 2006
- Esophyllas Prentice & Redak, 2012
- Estrandia Blauvelt, 1936
- Eulaira Chamberlin & Ivie, 1933
- Eurymorion Millidge, 1993
- Evansia O. Pickard-Cambridge, 1901
- Fageiella Kratochvíl, 1934
- Falklandoglenes Usher, 1983
- Fissiscapus Millidge, 1991
- Fistulaphantes Tanasevitch & Saaristo, 2006
- Flagelliphantes Saaristo & Tanasevitch, 1996
- Floricomus Crosby & Bishop, 1925
- Florinda O. Pickard-Cambridge, 1896
- Floronia Simon, 1887
- Formiphantes Saaristo & Tanasevitch, 1996
- Frederickus Paquin, Dupérré, Buckle & Crawford, 2008
- Frontella Kulczyński, 1908
- Frontinella F. O. Pickard-Cambridge, 1902
- Frontinellina van Helsdingen, 1969
- Frontiphantes Wunderlich, 1987
- Fusciphantes Oi, 1960
- Gibbafroneta Merrett, 2004
- Gibothorax Eskov, 1989
- Gigapassus Miller, 2007
- Gladiata Zhao & Li, 2014
- Glebala Zhao & Li, 2014
- Glomerosus Zhao & Li, 2014
- Glyphesis Simon, 1926
- Gnathonargus Bishop & Crosby, 1935
- Gnathonarium Karsch, 1881
- Gnathonaroides Bishop & Crosby, 1938
- Gonatium Menge, 1868
- Gonatoraphis Millidge, 1991
- Goneatara Bishop & Crosby, 1935
- Gongylidiellum Simon, 1884
- Gongylidioides Oi, 1960
- Gongylidium Menge, 1868
- Gracilentus Irfan, Zhang & Peng, 2022
- Grammonota Emerton, 1882
- Gravipalpus Millidge, 1991
- Habreuresis Millidge, 1991
- Halorates Hull, 1911
- Haplinis Simon, 1894
- Haplomaro Miller, 1970
- Helophora Menge, 1866
- Helsdingenia Saaristo & Tanasevitch, 2003
- Herbiphantes Tanasevitch, 1992
- Heterolinyphia Wunderlich, 1973
- Heterotrichoncus Wunderlich, 1970
- Hilaira Simon, 1884
- Himalafurca Tanasevitch, 2021
- Himalaphantes Tanasevitch, 1992
- Holma Locket, 1974
- Holmelgonia Jocqué & Scharff, 2007
- Holminaria Eskov, 1991
- Horcotes Crosby & Bishop, 1933
- Houshenzinus Tanasevitch, 2006
- Hubertella Platnick, 1989
- Hybauchenidium Holm, 1973
- Hybocoptus Simon, 1884
- Hylyphantes Simon, 1884
- Hyperafroneta Blest, 1979
- Hypomma Dahl, 1886
- Hypselistes Simon, 1894
- Hypselocara Millidge, 1991
- Ibadana Locket & Russell-Smith, 1980
- Iberoneta Deeleman-Reinhold, 1984
- Icariella Brignoli, 1979
- Idionella Banks, 1893
- Improphantes Saaristo & Tanasevitch, 1996
- Incestophantes Tanasevitch, 1992
- Indophantes Saaristo & Tanasevitch, 2003
- Intecymbium Miller, 2007
- Ipa Saaristo, 2007
- Ipaoides Tanasevitch, 2008
- Islandiana Brændegaard, 1932
- Ivielum Eskov, 1988
- Jacksonella Millidge, 1951
- Jalapyphantes Gertsch & Davis, 1946
- Janetschekia Schenkel, 1939
- Javagone Tanasevitch, 2020
- Javanaria Tanasevitch, 2020
- Javanyphia Tanasevitch, 2020
- Jilinus Lin, Lopardo & Uhl, 2022
- Johorea Locket, 1982
- Juanfernandezia Koçak & Kemal, 2008
- Kaestneria Wiehle, 1956
- Kagurargus Ono, 2007
- Kalimagone Tanasevitch, 2017
- Karita Tanasevitch, 2007
- Kenocymbium Millidge & Russell-Smith, 1992
- Ketambea Millidge & Russell-Smith, 1992
- Kikimora Eskov, 1988
- Knischatiria Wunderlich, 1976
- Koinothrix Jocqué, 1981
- Kolymocyba Eskov, 1989
- Kratochviliella Miller, 1938
- Labicymbium Millidge, 1991
- Labulla Simon, 1884
- Labullinyphia van Helsdingen, 1985
- Labullula Strand, 1913
- Laetesia Simon, 1908
- Lamellasia Tanasevitch, 2014
- Laminacauda Millidge, 1985
- Laminafroneta Merrett, 2004
- Laogone Tanasevitch, 2014
- Laperousea Dalmas, 1917
- Lasiargus Kulczyński, 1894
- Lenis Irfan, Zhang & Peng, 2025
- Lepthyphantes Menge, 1866
- Leptorhoptrum Kulczyński, 1894
- Leptothrix Menge, 1869
- Lessertia Smith, 1908
- Lessertinella Denis, 1947
- Lidia Saaristo & Marusik, 2004
- Limoneta Bosmans & Jocqué, 1983
- Linyphantes Chamberlin & Ivie, 1942
- Linyphia Latreille, 1804
- Locketidium Jocqué, 1981
- Locketiella Millidge & Russell-Smith, 1992
- Locketina Kocak & Kemal, 2006
- Lomaita Bryant, 1948
- Lophomma Menge, 1868
- Lotusiphantes Chen & Yin, 2001
- Lucrinus O. Pickard-Cambridge, 1904
- Lutosus Irfan, Zhang & Peng, 2022
- Lygarina Simon, 1894
- Machadocara Miller, 1970
- Macrargus Dahl, 1886
- Maculoncus Wunderlich, 1995
- Malkinola Miller, 2007
- Mansuphantes Saaristo & Tanasevitch, 1996
- Maorineta Millidge, 1988
- Maro O. Pickard-Cambridge, 1907
- Martensinus Wunderlich, 1973
- Masikia Millidge, 1984
- Maso Simon, 1884
- Masoncus Chamberlin, 1949
- Masonetta Chamberlin & Ivie, 1939
- Mecopisthes Simon, 1926
- Mecynargoides Eskov, 1988
- Mecynargus Kulczyński, 1894
- Mecynidis Simon, 1894
- Megafroneta Blest, 1979
- Megalepthyphantes Wunderlich, 1994
- Mermessus O. Pickard-Cambridge, 1899
- Mesasigone Tanasevitch, 1989
- Metafroneta Blest, 1979
- Metaleptyphantes Locket, 1968
- Metamynoglenes Blest, 1979
- Metapanamomops Millidge, 1977
- Metopobactrus Simon, 1884
- Micrargus Dahl, 1886
- Microbathyphantes van Helsdingen, 1985
- Microctenonyx Dahl, 1886
- Microcyba Holm, 1962
- Microlinyphia Gerhardt, 1928
- Microneta Menge, 1869
- Microplanus Millidge, 1991
- Midia Saaristo & Wunderlich, 1995
- Miftengris Eskov, 1993
- Millidgea Locket, 1968
- Millidgella Kammerer, 2006
- Minicia Thorell, 1875
- Minyriolus Simon, 1884
- Mioxena Simon, 1926
- Mitrager van Helsdingen, 1985
- Moebelia Dahl, 1886
- Moebelotinus Wunderlich, 1995
- Molestia Tu, Saaristo & Li, 2006
- Monocephalus Smith, 1906
- Monocerellus Tanasevitch, 1983
- Montilaira Chamberlin, 1921
- Moreiraxena Miller, 1970
- Moyosi Miller, 2007
- Mughiphantes Saaristo & Tanasevitch, 1999
- Murphydium Jocqué, 1996
- Mycula Schikora, 1994
- Myrmecomelix Millidge, 1993
- Mythoplastoides Crosby & Bishop, 1933
- Napometa Benoit, 1977
- Nasoona Locket, 1982
- Nasoonaria Wunderlich & Song, 1995
- Nematogmus Simon, 1884
- Nenilinium Eskov, 1988
- Nentwigia Millidge, 1995
- Neocautinella Baert, 1990
- Neodietrichia Özdikmen, 2008
- Neoeburnella Koçak, 1986
- Neomaso Forster, 1970
- Neonesiotes Millidge, 1991
- Neriene Blackwall, 1833
- Neserigone Eskov, 1992
- Nesioneta Millidge, 1991
- Nihonella Ballarin & Yamasaki, 2021
- Nippononeta Eskov, 1992
- Nipponotusukuru Saito & Ono, 2001
- Nispa Eskov, 1993
- Notholepthyphantes Millidge, 1985
- Nothophantes Merrett & Stevens, 1995
- Notiogyne Tanasevitch, 2007
- Notiohyphantes Millidge, 1985
- Notiomaso Banks, 1914
- Notioscopus Simon, 1884
- Notolinga Lavery & Dupérré, 2019
- Novafroneta Blest, 1979
- Novafrontina Millidge, 1991
- Novalaetesia Millidge, 1988
- Nusoncus Wunderlich, 2008
- Oaphantes Chamberlin & Ivie, 1943
- Obrimona Strand, 1934
- Obscuriphantes Saaristo & Tanasevitch, 2000
- Oculocornia Oliger, 1985
- Oedothorax Bertkau, 1883
- Oia Wunderlich, 1973
- Oilinyphia Ono & Saito, 1989
- Oilinyphioides Irfan, Zhang & Peng, 2025
- Okhotigone Eskov, 1993
- Onychembolus Millidge, 1985
- Oreocyba Holm, 1962
- Oreoneta Kulczyński, 1894
- Oreonetides Strand, 1901
- Oreophantes Eskov, 1984
- Orfeo Miller, 2007
- Origanates Crosby & Bishop, 1933
- Orsonwelles Hormiga, 2002
- Oryphantes Hull, 1933
- Ostearius Hull, 1911
- Ouedia Bosmans & Abrous, 1992
- Pachydelphus Jocqué & Bosmans, 1983
- Pacifiphantes Eskov & Marusik, 1994
- Pahangone Tanasevitch, 2018
- Paikiniana Eskov, 1992
- Palaeohyphantes Millidge, 1984
- Palliduphantes Saaristo & Tanasevitch, 2001
- Panamomops Simon, 1884
- Paracornicularia Crosby & Bishop, 1931
- Paracymboides Tanasevitch, 2011
- Paraeboria Eskov, 1990
- Parafroneta Blest, 1979
- Paraglyphesis Eskov, 1991
- Paragongylidiellum Wunderlich, 1973
- Paraletes Millidge, 1991
- Parameioneta Locket, 1982
- Parapelecopsis Wunderlich, 1992
- Parasisis Eskov, 1984
- Paratapinocyba Saito, 1986
- Paratmeticus Marusik & Koponen, 2010
- Parawubanoides Eskov & Marusik, 1992
- Parbatthorax Tanasevitch, 2019
- Parhypomma Eskov, 1992
- Paro Berland, 1942
- Parvunaria Tanasevitch, 2018
- Patagoneta Millidge, 1985
- Pecado Hormiga & Scharff, 2005
- Pelecopsidis Bishop & Crosby, 1935
- Pelecopsis Simon, 1864
- Peponocranium Simon, 1884
- Perlongipalpus Eskov & Marusik, 1991
- Perregrinus Tanasevitch, 1992
- Perro Tanasevitch, 1992
- Phanetta Keyserling, 1886
- Phyllarachne Millidge & Russell-Smith, 1992
- Piesocalus Simon, 1894
- Piniphantes Saaristo & Tanasevitch, 1996
- Pityohyphantes Simon, 1929
- Plaesianillus Simon, 1926
- Platyspira Song & Li, 2009
- Plectembolus Millidge & Russell-Smith, 1992
- Plesiophantes Heimer, 1981
- Plicatiductus Millidge & Russell-Smith, 1992
- Pocadicnemis Simon, 1884
- Pocobletus Simon, 1894
- Poecilafroneta Blest, 1979
- Poeciloneta Kulczyński, 1894
- Porrhomma Simon, 1884
- Praestigia Millidge, 1954
- Primerigonina Wunderlich, 1995
- Prinerigone Millidge, 1988
- Priperia Simon, 1904
- Procerocymbium Eskov, 1989
- Proelauna Jocqué, 1981
- Proislandiana Tanasevitch, 1985
- Promynoglenes Blest, 1979
- Pronasoona Millidge, 1995
- Prosoponoides Millidge & Russell-Smith, 1992
- Protoerigone Blest, 1979
- Protopalpus Tanasevitch, 2021
- Protosintula Tanasevitch, 2021
- Pseudafroneta Blest, 1979
- Pseudocarorita Wunderlich, 1980
- Pseudocyba Tanasevitch, 1984
- Pseudohilaira Eskov, 1990
- Pseudomaro Denis, 1966
- Pseudomaso Locket & Russell-Smith, 1980
- Pseudomicrargus Eskov, 1992
- Pseudomicrocentria Miller, 1970
- Pseudoporrhomma Eskov, 1993
- Pseudotapinopa Wunderlich, 2024
- Pseudotyphistes Brignoli, 1972
- Pseudowubana Eskov & Marusik, 1992
- Psilocymbium Millidge, 1991
- Putaoa Hormiga & Tu, 2008
- Racata Millidge, 1995
- Rhabdogyna Millidge, 1985
- Ringina Tambs-Lyche, 1954
- Russocampus Tanasevitch, 2004
- Ryojius Saito & Ono, 2001
- Saaristoa Millidge, 1978
- Sachaliphantes Saaristo & Tanasevitch, 2004
- Saitonia Eskov, 1992
- Saloca Simon, 1926
- Satilatlas Keyserling, 1886
- Sauron Eskov, 1995
- Savignia Blackwall, 1833
- Savigniorrhipis Wunderlich, 1992
- Scandichrestus Wunderlich, 1995
- Sciastes Bishop & Crosby, 1938
- Scirites Bishop & Crosby, 1938
- Scironis Bishop & Crosby, 1938
- Scolecura Millidge, 1991
- Scolopembolus Bishop & Crosby, 1938
- Scotargus Simon, 1913
- Scotinotylus Simon, 1884
- Scutpelecopsis Marusik & Gnelitsa, 2009
- Scylaceus Bishop & Crosby, 1938
- Scyletria Bishop & Crosby, 1938
- Selenyphantes Gertsch & Davis, 1946
- Semljicola Strand, 1906
- Sengletus Tanasevitch, 2008
- Shaanxinus Tanasevitch, 2006
- Shanus Tanasevitch, 2006
- Sibirocyba Eskov & Marusik, 1994
- Silometopoides Eskov, 1990
- Silometopus Simon, 1926
- Simplicistilus Locket, 1968
- Singatrichona Tanasevitch, 2019
- Sinisterigone Irfan, Zhang & Peng, 2022
- Sinogone Irfan, Wang & Zhang, 2023
- Sinolinyphia Wunderlich & Li, 1995
- Sinopimoa Li & Wunderlich, 2008
- Sintula Simon, 1884
- Sisicottus Bishop & Crosby, 1938
- Sisicus Bishop & Crosby, 1938
- Sisis Bishop & Crosby, 1938
- Sisyrbe Bishop & Crosby, 1938
- Sitalcas Bishop & Crosby, 1938
- Smerasia Zhao & Li, 2014
- Smermisia Simon, 1894
- Smodix Bishop & Crosby, 1938
- Solenysa Simon, 1894
- Soucron Crosby & Bishop, 1936
- Souessa Crosby & Bishop, 1936
- Souessoula Crosby & Bishop, 1936
- Sougambus Crosby & Bishop, 1936
- Souidas Crosby & Bishop, 1936
- Soulgas Crosby & Bishop, 1936
- Spanioplanus Millidge, 1991
- Spelaeus Irfan, Zhang & Peng, 2025
- Sphecozone O. Pickard-Cambridge, 1871
- Spiralophantes Tanasevitch & Saaristo, 2006
- Spirembolus Chamberlin, 1920
- Staveleya Sherwood, 2021
- Stemonyphantes Menge, 1866
- Sthelota Simon, 1894
- Stictonanus Millidge, 1991
- Strandella Oi, 1960
- Strongyliceps Fage, 1936
- Styloctetor Simon, 1884
- Subbekasha Millidge, 1984
- Syedra Simon, 1884
- Symmigma Crosby & Bishop, 1933
- Tachygyna Chamberlin & Ivie, 1939
- Taibainus Tanasevitch, 2006
- Taibaishanus Tanasevitch, 2006
- Tallusia Lehtinen & Saaristo, 1972
- Tanasevitchia Marusik & Saaristo, 1999
- Tapinocyba Simon, 1884
- Tapinocyboides Wiehle, 1960
- Tapinopa Westring, 1851
- Taranucnus Simon, 1884
- Tarsiphantes Strand, 1905
- Tchatkalophantes Tanasevitch, 2001
- Tegulinus Tanasevitch, 2017
- Tennesseellum Petrunkevitch, 1925
- Tenuiphantes Saaristo & Tanasevitch, 1996
- Ternatus Sun, Li & Tu, 2012
- Tessamoro Eskov, 1993
- Thainetes Millidge, 1995
- Thaiphantes Millidge, 1995
- Thaleria Tanasevitch, 1984
- Thapsagus Simon, 1894
- Thaumatoncus Simon, 1884
- Theoa Saaristo, 1995
- Theoneta Eskov & Marusik, 1991
- Theonina Simon, 1929
- Thyreobaeus Simon, 1889
- Thyreosthenius Simon, 1884
- Tibiaster Tanasevitch, 1987
- Tibioploides Eskov & Marusik, 1991
- Tibioplus Chamberlin & Ivie, 1947
- Tiso Simon, 1884
- Tmeticodes Ono, 2010
- Tmeticus Menge, 1868
- Tojinium Saito & Ono, 2001
- Toltecaria Miller, 2007
- Tomohyphantes Millidge, 1995
- Totua Keyserling, 1891
- Trachyneta Holm, 1968
- Traematosisis Bishop & Crosby, 1938
- Trematocephalus Dahl, 1886
- Trichobactrus Wunderlich, 1995
- Trichoncoides Denis, 1950
- Trichoncus Simon, 1884
- Trichoncyboides Wunderlich, 2008
- Trichopterna Kulczyński, 1894
- Trichopternoides Wunderlich, 2008
- Triplogyna Millidge, 1991
- Troglohyphantes Joseph, 1882
- Troxochrota Kulczyński, 1894
- Troxochrus Simon, 1884
- Tubercithorax Eskov, 1988
- Tunagyna Chamberlin & Ivie, 1933
- Turbinellina Millidge, 1993
- Turinyphia van Helsdingen, 1982
- Tusukuru Eskov, 1993
- Tutaibo Chamberlin, 1916
- Tybaertiella Jocqué, 1979
- Typhistes Simon, 1894
- Typhlonyphia Kratochvíl, 1936
- Typhochrestinus Eskov, 1990
- Typhochrestoides Eskov, 1990
- Typhochrestus Simon, 1884
- Uahuka Berland, 1935
- Uapou Berland, 1935
- Ulugurella Jocqué & Scharff, 1986
- Ummeliata Strand, 1942
- Uralophantes Esyunin, 1992
- Ussurigone Eskov, 1993
- Vagiphantes Saaristo & Tanasevitch, 2004
- Venia Seyfulina & Jocqué, 2009
- Vermontia Millidge, 1984
- Vesicapalpus Millidge, 1991
- Vietnagone Tanasevitch, 2019
- Viktorium Eskov, 1988
- Vittatus Zhao & Li, 2014
- Wabasso Millidge, 1984
- Walckenaeria Blackwall, 1833
- Walckenaerianus Wunderlich, 1995
- Weintrauboa Hormiga, 2003
- Wiehlea Braun, 1959
- Wiehlenarius Eskov, 1990
- Wubana Chamberlin, 1919
- Wubanoides Eskov, 1986
- Wulinggone Irfan, Zhang & Peng, 2025
- Wulingnus Irfan, Zhang & Peng, 2025
- Wuliphantes Irfan, Wang & Zhang, 2023
- Xim Ibarra-Núñez, Chamé-Vázquez & Maya-Morales, 2021
- Yakutopus Eskov, 1990
- Yuelushannus Irfan, Zhou, Bashir, Mukhtar & Peng, 2020
- Zerogone Eskov & Marusik, 1994
- Zhezhoulinyphia Irfan, Zhou & Peng, 2019
- Zilephus Simon, 1902
- Zornella Jackson, 1932
- Zygottus Chamberlin, 1949

Selon World Spider Catalog (version 23.5, 2023) :
- † Agynetiphantes Wunderlich, 2004
- † Custodela Petrunkevitch, 1942
- † Custodelela Wunderlich, 2004
- † Eolabulla Wunderlich, 2004
- † Eophantes Wunderlich, 2004
- † Madagascarphantes Wunderlich, 2012
- † Malepellis Petrunkevitch, 1971
- † Paralabulla Wunderlich, 2004
- † Succineta Wunderlich, 2004
- † Succiphantes Wunderlich, 2004

## Systématique et taxinomie
Cette famille a été décrite par Blackwall en 1859.
Elle rassemble 4 948 espèces dans 640 genres actuels.

## Publication originale
- Blackwall, 1859 : « Descriptions of newly discovered spiders captured by James Yate Johnson Esq., in the island of Madeira. » Annals and Magazine of Natural History, sér. 3, vol. 4, p. 255-267 (texte intégral).